# 백자 철화운죽문 항아리
백자 철화운죽문 항아리(白磁 鐵畵雲竹文 壺)은 서울특별시 용산구, 삼성미술관 리움에 있는 조선시대의 백자이다. 1995년 12월 4일 대한민국의 보물 제1231호로 지정되었다.

## 개요
조선시대 만들어진 높이 33.2cm, 아가리 지름 16.8cm, 밑지름 15.2cm의 항아리로, 동체 중앙의 팽배된 부분에 접합 자국이 있다.
아가리는 작은 각을 이루고 있으며, 아가리 둘레가 몸통의 아랫 부분보다 커서 조선 중기의 형태임을 알 수 있다. 아가리 주위에는 10개의 커다란 구름으로 구성된 구름무늬 띠가 있으며, 그 아래로 역시 10개의 작은 구름으로 이루어진 띠가 있다.
몸통 아랫부분에도 6개의 구름으로 이루어진 구름무늬가 있다. 몸통 중앙에는 산화철 안료를 사용하여 대나무무늬를 그렸다. 유약은 얇으나 잘 녹아 투명하고, 유면을 흐르는 색은 회백색이다.
조선시대 철화백자는 전기에도 만들어졌으나 그 예가 많지 않으며, 임진왜란 이후인 17세기경에 부족한 청화안료에 대체되어 많이 만들어졌다.
이 항아리는 형태가 크고 당당하며 문양을 그린 필치가 주저함이 없이 유려하여 보는 이로 하여금 시원함을 느끼게 한다. 이 도자기는 조선중기 철화백자의 전형을 보여주는 매우 중요한 자료로 평가된다. 

## 같이 보기
- 백자

## 참고 자료
- 백자 철화운죽문 항아리 - 국가유산청 국가유산포털